# Корнелис, Жан
Жа́н Корне́лис (нидерл. Jean Cornelis; 2 августа 1941, Lot, Халле-Вилворде — 21 марта 2016, Андерлехт) — бельгийский футболист и футбольный тренер, играл на позиции защитника, один из успешных игроков в истории «Андерлехта».

## Биография

### Клубная карьера
Корнелис в возрасте 14 лет присоединился к молодёжной команде «Андерлехта», за которую дебютировал в основном составе в 1958 году. В составе этого клуба Корнелис отыграл 13 сезонов, сыграл за «Андерлехт» в чемпионате страны 286 матчей, в которых забил 6 голов и становился семикратным чемпионом страны и обладателем Кубка Бельгии в 1965 году.
В 1971 году Корнелис перешёл в «Беверен», в котором отыграл один сезон. Его последним клубом в карьере стал «Кроссинг», в котором он отыграл сезон и завершил карьеру в возрасте 32 лет.

### Карьера в сборной
В составе сборной Бельгии сыграл 19 матчей, в которых забил 1 гол.

### Тренерская карьера
Корнелис работал главным тренером «Ла-Лувьер» в периоды (1974—1975, 1986—1987).

### Смерть
Скончался 21 марта 2016 года в возрасте 74 лет из-за проблем со здоровьем, вызванных перенесённым сердеченым приступом.

## Достижения
«Андерлехт»
- Чемпион Бельгии (7) : 1958/59, 1961/62, 1963/64, 1964/65, 1965/66, 1966/67, 1967/68
- Обладатель Кубка Бельгии (1) : 1964/65